# Ханде Ерчел
Ханде Ерчел (на турски: Hande Erçel) е турска актриса и фотомодел. Първата ѝ значима роля е в образа на Селин в турския сериал от 2015 г. „Слънчеви момичета“. Най-известната ѝ роля е в образа на Еда Йълдъз в сериала „Почукай на вратата ми“, където си партнира с Керем Бюрсин.

## Биография
Ханде Ерчел е родена в Бандърма, Балъкесир, Турция. Учи изобразително изкуство в Университета за изкуства „Мимар Синан“. Има по-голяма сестра Гамзе, която също е завършила изобразително изкуство, с която често правят изложби.
В края на 2014 Ханде започва връзка с актьора Екин Мерт Даймаз, но през февруари 2017 двойката се разделя. През 2018 г. започва нова връзка с известния турски певец Мурат Далкълъч, но се разделят през пролетта на 2020 г.
През месец април 2021 г. с Керем Бюрсин обявяват официално връзката си. Те си партнират и в сериала „Почукай на вратата ми“.

## Кариера
През 2012 г. участва в конкурса „Мис Цивилизация на света“, проведен в Баку, като печели второ място.
През 2015 г. се снима в продукцията на Канал D „Слънчеви момичета“ в ролята на Селин Йълмаз.
През юни 2016 г. започва снимките в сериала „Любовта не разбира от думи“ в образа на Хаят. Това е първата ѝ главна роля, където си партнира с Бурак Дениз.
През лятото на 2017 г. актрисата започва работа по снимките на сериала „Черната перла“ в ролята на Хазал.
През 2019 г. влиза в криминалната драма „Халка“, където си партнира със Серкан Чайоулу. В неуспешния сериал „Азизе“, в който въпреки че главната мъжка роля е на известния Буура Гюлсой, има само 6 епизода.
През юли 2020 г. започва излъчването на сериала „Почукай на вратата ми“, където дели главната роля с Керем Бюрсин. Сериалът се счита за един от най-популярните за 2020 г. Сериалът също се счита за най-популярният през годината летен сериал в Турция и най-успешният летен сериал в историята на телевизия „FOX“ (Турция), постигайки значителен успех в световен мащаб и ставайки най-успешната ѝ дотогава роля и първият сериал в кариерата ѝ, имащ повече от един сезон.
През 2023 г. Ханде участва в сериала „Някой друг“, в който отново си партнира с Бурак Дениз. Въпреки голямата популярност в социалните мрежи, след 4-тия епизод гледаемостта започва да се влошава и след неуспешен опит за спасяване на сериала чрез промяна в деня на излъчване, на 13 януари 2024 г. е излъчен последният 16-и епизод. На 24 април 2024 г. е излъчен турско-иранския филм "Опиянени от любов", в който играе ролята на Химия Хатум. В краят на юни 2024 започват снимките на филма "Оставете го на вятъра", който ще бъде излъчен по "Нетфликс" и в който си партнира с Баръш Ардуч.

## Филмография
| Година      | Заглавие                    | Роля                  | Бележки         |
| ----------- | --------------------------- | --------------------- | --------------- |
| 2013        | Рамазан Татарина            | Беррак Дикая          | Поддържаща роля |
| 2013        | Чучулигата                  | Захиде                | Поддържаща роля |
| 2014        | Готино училище: Университет | Мерием                | Поддържаща роля |
| 2014        | Дървото на живота           | Селен                 | Поддържаща роля |
| 2015 – 2016 | Слънчеви момичета           | Селин Йълмаз/Мертолуу | Главна роля     |
| 2016 – 2017 | Любовта не разбира от думи  | Хаят Узун/Сърсълмаз   | Главна роля     |
| 2017 – 2018 | Черната перла               | Хазал Санджак         | Главна роля     |
| 2019        | Халка                       | Мюжде Акай            | Главна роля     |
| 2019        | Азизе                       | Азизе Гюнай           | Главна роля     |
| 2020 – 2021 | Почукай на вратата ми       | Еда Йълдъз Болат      | Главна роля     |
| 2023 – 2024 | Някой друг                  | Лейля Гедиз           | Главна роля     |
| 2024        | Опиянени от любов           | Химия Хатун           | Главна роля     |
| скоро       | Оставете го на Вятъра       | Асли Мансой           | Главна роля     |

## Награди и номинации
| Година | Категория                                 | Резултат   |
| ------ | ----------------------------------------- | ---------- |
| 2012   | „Мис Цивилизация на Турция (първо място)“ | Печели     |
| 2012   | „Мис Цивилизация на света (второ място)“  | Печели     |
| 2016   | „Изгряваща звезда на „Пантен““            | Печели     |
| 2016   | „Най-подхождаща си двойка“ (Селин-Али)    | Номинирана |
| 2016   | „Най-добра актриса в сериал“              | Печели     |
| 2016   | „Най-пробиваща актриса в сериал“          | Печели     |